# Antoni Rius i Llopis
|  | Per a altres significats, vegeu «Antoni Rius i Miró». |

Antoni Rius i Llopis (Tortosa, 1820 - Barcelona, 14 de novembre de 1881) fou un compositor català.
Aprengué música des dels set anys i continuà els estudis fins als vint anys, en què fou nomenat músic major de la milícia nacional de Barcelona. El 1836, al front d'una companyia d'òpera italiana, viatjà per França i Algèria, després fou professor de cant i composició a París i organista de l'església de Saint-Pierre de Toló i més tard de la de Saint-Martin de Marsella. També exercí el professorat a Itàlia i des de 1857 fins al 1859 dirigí un teatre a Pavia, retornant a Espanya en esclatar la guerra amb Àustria. L'abril del 1862 dirigia un concert al Ateneo Catalán de Barcelona on s'executava una obra seva. Entre les seves composicions i figuren diverses misses, un Stabat Mater, motets i altres obres religioses, romances per a cant amb acompanyament de piano, etc.
Segons anunci de la publicació El Diluvio del 14 de novembre de 1881 on diu "ayer falleció el anciano e inteligente maestro compositor de música don Antonio Rius. Séale la tierra ligera" tenim noticia de la seva mort. Segons inscripció de la seva defunció era natural de Tortosa, mor a l'edat de 61 anys de bronquitis crònica a la Casa de Caritat el 12 de novembre de 1881.